# Clayson Vieira
Clayson Henrique da Silva Vieira, genannt Clayson, (* 19. März 1995 in Botucatu) ist ein brasilianischer Fußballspieler. Er wird auf der Position eines offensiven Mittelfeldspielers oder Stürmers eingesetzt.

## Karriere
Clayson startete seine Laufbahn u. a. in den Nachwuchsbereichen des União São João EC und Ituano FC. Bei beiden Klubs kam er bereits im Jugendalter zu ersten Ligaeinsätzen.
Bei União wurde er am 17. März 2012 in der zweiten Liga Staatsmeisterschaft von São Paulo beim Auswärtsspiel gegen den CA Sorocaba in der 50. Minute eingewechselt. In dem Spiel erzielte Clayson auch sein erstes Ligator. In der 83. Minute traf er zum 5:2-Entstand.
Am 28. August 2015 wurde bekannt, dass Clayson von Ituano bis zum Jahresende an den AA Ponte Preta ausgeliehen wird. Nach seinem Wechsel zum Ponte Preta 2015 trat Clayson in der Série A 2015 das erste Mal in der brasilianischen Meisterschaft an. Am 3. September 2015 im Heimspiel gegen den Cruzeiro EC kam er in der 77. Minute für Biro-Biro ins Spiel. Noch vor dem Ende des Leihgeschäftes gab Ponte Preta im November 2015 die Festeinstellung von Clayson bekannt. Der Spieler erhielt bei dem Klub einen Kontrakt über fünf Jahre. Sein erstes Tor in der Série A für Ponte Preta gelang Clayson in der Meisterschaftsrunde 2016 am fünften Spieltag. Im Auswärtsspiel gegen den América Mineiro am 3. Juni 2016 stand er in der Startelf und traf in der 19. Minute zur 0:2-Führung (Entstand-1:2).
Zum Start der Saison 2017 lief Clayson zunächst noch für Ponte Preta auf. Er wechselte zu Beginn der Meisterschaftsrunde zu SC Corinthians. Der Vertrag erhielt eine Laufzeit über vier Jahre bis Dezember 2021. Mit dem Klub wurde er 2017 nationaler Meister. Hier trat er in 29 Spielen, davon 12 in der Startelf, an und erzielte vier Tore. 2019 konnte Clayson mit dem Klub die Staatsmeisterschaft von São Paulo gewinnen. Anfang Januar 2020 wechselte Clayson zum EC Bahia. Der Vertrag erhielt eine Laufzeit über drei Jahre. Bahia zahlte für 20 % der Rechte des Spielers etwa 3 Millionen Real. Corinthians behielt 40 % und 40 % lagen noch bei Ituano. Ende März 2021 wurde Clayson durch Bahia an den Cuiabá EC bis zum Ende der Série A 2021 ausgeliehen. Kurz vor dem letzten Spieltag der Saison wurde Clayson fristlos entlassen. Hintergrund waren polizeiliche Ermittlungen aufgrund einer Tätlichkeit gegen eine Frau, welche Clayson eingestanden hatte. Der Klub bekräftigte danach öffentlich seine Ablehnung jeglicher Form von Gewalt und Belästigung, insbesondere gegen Frauen.
Ende Januar 2022 ging er nach Saudi-Arabien, wo er einen Vertrag beim al-Faisaly FC in Harma unterschrieb. Mit al-Faisaly spielte er achtmal in der ersten Liga. Im Juli 2022 zog es ihn nach Japan. Hier nahm ihn der Zweitligist V-Varen Nagasaki aus Nagasaki unter Vertrag.
Im Juni 2023 kehrte der Spieler in seine Heimat zurück. Er unterzeichnete wieder einen Vertrag bei Cuiabá. Der Kontrakt erhielt eine Laufzeit bis Jahresende 2025. Mit Cuiabá trat er 2023 noch in 23 Spielen in der Série A 2023, in denen er sieben Tore erzielte. Im April 2024 gewann er mit dem Klub die Staatsmeisterschaft von Mato Grosso. Im Dezember des Jahres belegte Cuiabá in der Série A 2024 den letzten Platz und musste in die Série B 2025 absteigen.

## Polizeiliche Ermittlungen
Anfang Dezember 2021 wurde bekannt, dass gegen Clayson wegen einer Tätlichkeit gegen eine Frau ermittelt wird. Am 7. Dezember war eine 22-jährige Frau in das Hospital Municipal de Cuiabá eingeliefert worden. Die Frau sagte aus, dass sie in einem Motel in Cuiabá angegriffen worden sei und danach versucht hätte, sich umzubringen. Sie postete Fotos mit den Verletzungen in den sozialen Medien. Nach Angaben der Polizei erzählte die junge Frau im Polizeibericht, dass sie sich vom 6. bis 7. Dezember mit drei Männern und zwei Frauen in einem Motel aufgehalten habe. Irgendwann hätte Clayson eine Flasche zerbrochen und die Frau angegriffen. Kurz darauf nahm sie per App einen Shuttle-Wagen und fuhr in ein Hotel, wo sie einen Selbstmordversuch unternahm, indem sie sich mit einem Flaschensplitter den Hals aufschlitzte und Antidepressionspillen nahm. Clayson räumte gegenüber der Polizei die Tätlichkeit ein. Sein Teammitglied Rafael Gava, welcher sich auch in dem Motel aufgehalten haben soll, entlastete er. Dieser habe sich nicht vor Ort befunden. Letztendlich wurden er und zwei weitere Männer im September 2022 aus Mangel an Beweisen freigesprochen.

## Erfolge
Ituano
- Staatsmeisterschaft von São Paulo: 2014

Corinthians
- Campeonato Brasileiro de Futebol: 2017
- Staatsmeisterschaft von São Paulo: 2019

Cuiabá
- Staatsmeisterschaft von Mato Grosso: 2021, 2024

Auszeichnungen
- Staatsmeisterschaft von São Paulo bester Nachwuchsspieler: 2017 mit Ponte Preta[11]